# Litra D
Litra D er et dansk damplokomotiv, der blev bygget i perioden 1902-1922.
Der blev bygget 100 stk. og de fik litra nr. (D 801 til D 900). Lokomotivet var 19,92 meter lang over puffere, inkl. tender. Det vejede 75,3 tons og måtte køre 70 km/t. Det kunne trække et persontog på 370 tons eller et godstog på 600 tons. Et større antal lokomotiver blev i årene mellem 1925 og 1947 ombygget med ny kedel og nyt førerhus.
Der er i dag bevaret fire D-maskiner, D 825, D 826 og D 857 (Odsherredesbanen)samt D 871.